# Fred Miller (rugby à XV)
Pour les articles homonymes, voir Fred Miller et Miller.

b Matchs officiels uniquement.
William Henry Miller, né en juillet 1873 à Derby en Angleterre et mort à une date inconnue, est un joueur de rugby gallois, évoluant au poste d'avant pour le pays de Galles.

## Carrière
Il dispute son premier test match le 14 mars 1896 contre l'équipe d'Irlande et son dernier test match également contre l'Irlande le 16 mars 1901. Il joue 7 matchs. Il appartient à l'équipe victorieuse de la Triple couronne 1900.

## Palmarès
- Victoire dans le Tournoi britannique de rugby à XV 1900
- Triple couronne en 1900

## Statistiques en équipe nationale
- 7 sélections
- Sélections par année : 1 en 1896, 3 en 1900, 3 en 1901
- Participation à 3 tournois britanniques en 1896, 1900, 1901